# アッシュル
アッシュル（Aššur/Ashur）は、イラク北部に位置する古代都市。
前2600年頃から人が住み始め、後14世紀半ばに放棄されるまで、およそ4000年存続した。古アッシリア・中アッシリアの首都として栄え、新アッシリア時代には首都ではなくなったが、宗教の中心地として重要性を維持した。

## 概要
アッシュル（シリア語 (マクロランゲージ): ܐܫܘܪĀšūr、古代ペルシア語：𐎠𐎰𐎢𐎼 Aθur、ペルシア語: آشور Āšūr、ヘブライ語: אַשּׁוּר‎ Aššûr、 アラビア語: اشور）は現代の地名でカルアト・シェルカート（Qal'at Sherqat）とも呼ばれる。
アッシリアの母市であり、創建以来その首都、あるいは国家そのものとして機能していた。新アッシリア時代（前911年-前608年）には別の王都がいくつか整備されたが、この都市の持つ宗教的・政治的重要性が衰えることはなかった。遺跡はティグリス川の西岸、支流である小ザブ川とティグリス川の合流地点の北にあり、現在はイラク領内にある。より具体的にはサラーフッディーン県のアル＝シェルカート地区に位置する。
アッシュル遺跡は世界遺産に登録されており、2003年のイラク侵攻とその後の勃発した紛争、および構想中のダム建設が遺跡の一部を水没させることから、2003年に危機遺産に追加された。アッシュル市はニムルドの65キロメートル南、ニネヴェの60キロメートル南にある。

## 調査史
アッシュル遺跡の調査は1898年にドイツの考古学者たちによって始められた。発掘は1900年にフリードリヒ・デーリッチュによって始められ、これは1903年-1913年にかけてドイツ・オリエント学会のチームによって継続された。このチームは当初はロベルト・コルデウェイ、後にワルター・アンドレによって指揮された。アッシュル市からは16,000点以上の楔形文字粘土板文書が発見された。発見された遺物の多くはベルリンのペルガモン博物館に送られた。
最近では、アッシュルはミュンヘンのルートヴィヒ・マクシミリアン大学とバイエルン文化省の企画で、B・フルーダ（B. Hrouda）によって1990年に発掘された。同じころ、1988年と1989年にこの遺跡はドイツ研究振興協会を代表してR・ディットマン（R. Dittmann）によって研究された。

## 名称
アッシュル（Aššur）はこの都市の名前であり、この都市が統治する土地の名前であり、その守護神の名前であり、その土地の住民はここから名前をとり、同じくアッシリア国家全体（今日のイラク北部、シリア北東部、トルコ南東部に該当する）もここから名前が取られた。

## 歴史

### 都市の建設
アッシュルへの定住開始は前3000年紀半ば頃であることが考古学的に明らかにされている。最も古い遺構はイシュタル神殿（H）から発見されており、「古い宮殿」と呼ばれる建造物の最古の層からも確認できる。また、楔形文字文書における「アッシュル」という地名への言及は前2450年頃に遡る。アッシュル市はアッカド王朝時代（前23世紀）頃には既に都市国家と呼べる政体を確立していたことが確認されているものの、最初期の数世紀間の政治・社会や歴史についてはほとんど何も知られていない。アッシュル市の都市国家はメソポタミアで覇権を握っていたアッカド王朝や、その後に成立したウル第3王朝（前21世紀頃）の属領となっていたと見られ、ウル第3王朝時代のアッシュル市の支配者ザリクムがウル王アマル・シンのためにイシュタル神殿を建立したと刻んだ銘文が発見されている。また、この頃にアッシュル市、あるいはそれが位置していた土地自体の神格化が始まったと見られ、ザリクムの銘文のアッシュルという固有名詞には「神」を意味する限定符（ディンギル）と「土地」を意味する限定符の両方が付記されている。前21世紀頃アッシュル市を統治したウシュピアが、アッシュル神のための神殿を初めてこの母市に捧げたと信じられているが、これは後世のシャルマネセル1世（シャルマヌ・アシャレド1世）の碑文（前13世紀）から来ている。実際にはこの神殿はアッシュルの人々がその都市神の庇護の下、初めて市内に居住し国家を確立した時まで遡るであろう。前2000年頃王となったプズル・アッシュル1世は後継者であるイルシュマ、エリシュム1世、サルゴン1世と共にアッシュル市でのアッシュル神殿、アダド神殿、そしてイシュタル神殿の建設についての碑文を残している。

### 古アッシリア時代

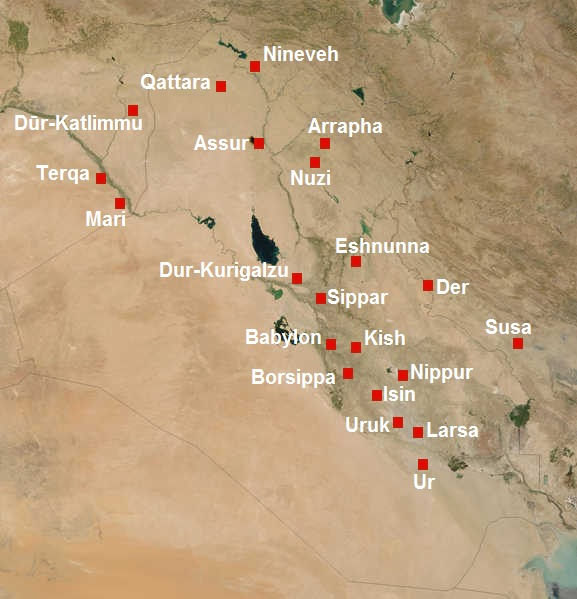
前2千年紀のメソポタミア

前21世紀の終わり、あるいは前20世紀半ば、メソポタミアで覇権を握っていたウル第3王朝が滅亡した（編年の問題については古代オリエントの編年を参照）。メソポタミアではアムル人（アモリ人）と呼ばれる西セム系の言語を使用する人々の部族集団が各地で王朝を開き覇権を争った。この時代、メソポタミアとアナトリアの間の交易が隆盛し、アッシュル市はその戦略的な立地から大きな利益を得た。この頃、アッシリア商人はバビロニアとアナトリアの中継貿易に従事し、各地でカールム（港）、ワバラトゥムなどと呼ばれる居留地を建設した。商人はキャラバンによって商品を運び、アッシリア人居留地で取引を行った。こうした居留地の中で最大のものは現在のトルコ領にあるカネシュ（キュルテペ）のものであった。この頃からアッシュル市（アッシリア）の政治史が具体的に把握できるようになり、古アッシリア時代（前1950年頃-前1750年頃）と呼ばれている。
アッシュル市自体もまた、アムル系王朝とメソポタミアの諸都市の覇権争いと直接的に関わった。前19世紀末、アッシュルを拠点としたアムル系の族長シャムシ・アダド1世（在位：前1813年-前1781年、中年代説）が北部メソポタミアで巨大な王国を築き上げた。彼は『アッシリア王名表』と呼ばれる歴代アッシリア王の一覧にリストされていることからアッシリア王として扱われ、その王国はしばしば最初の「アッシリア帝国」と見做される。しかし近年ではこのシャムシ・アダド1世の王国は「上メソポタミア王国」という表現でも言及される。この時代、巨大な王宮が建設され、アッシュル神殿もジッグラトが拡大され、拡張された。しかしながら、アムル人のバビロン王ハンムラビ（バビロン第1王朝）による征服によってこの帝国は終焉を迎えた。ハンムラビは1756年頃の「アッシリア王」イシュメ・ダガン1世の死後、彼の王国にアッシュルを組み入れた。続く3人のアッシリア王は臣下であるとみなされた。

### 中アッシリア時代
ハンムラビ死後バビロン第1王朝は衰退し、メソポタミアの情勢は不安定化した。アッシュルでも相次いで出自不明の支配者（無名の人の子）が立ち、最終的に前1720年頃に支配者となった「無名の人の子」アダシの頃に混乱は収拾されたが、彼の後継者たちについてはほとんど知られていない。アッシュル市での建設活動の記録は、その後数世紀経過した後になって現れる。アッシリア王プズル・アッシュル3世（前1500年頃）の時代、アッシュル市が再強化され、その南部地区が都市の主防御に組み込まれた。この頃、メソポタミア北部、アナトリア南東部でミッタニ（ミタンニ）が勢力を拡大し、アッシュルはその属領として組み込まれた。後世のヒッタイトの記録によれば、ミッタニの王シャウシュタタールはワシュカンニを首都として広大な地域を征服し、アッシリア（アッシュル）を破ったとされる。
ミッタニの支配からアッシュルが解放されるのは前14世紀のアッシュル・ウバリト1世（前1353年-前1318年）の時代である。ミッタニは内戦および西隣する大国ヒッタイトの王シュッピルリウマ1世（在位：前1344年-前1322年）の攻勢によって制圧され、その属国へと落ちた。アッシュル・ウバリト1世はこのような情勢下でミッタニの支配から脱し、ヒッタイトも撃退してアッシリア中興の祖となった。その後、アッシリアはヒッタイト、バビロニアと戦って勝利し、ミッタニの旧領土も併せた。続く数世紀、アッシュル市は修復され、広大な帝国の王座の都市となった。この頃の支配者たちはアッシュル市での建設活動を続けるとともに、周辺に自分たちのための新たな都市も建設した。シャルマネセル1世（シャルマヌ・アシャレド1世、在位：前1274年-前1245年）は後に首都となるニムルド（カルフ）を建設し、トゥクルティ・ニヌルタ1世（在位：前1244年-前1208年）はアッシュルのイシュタル神殿の改修を行った。さらに、彼はアッシュル市の対岸にカール・トゥクルティ・ニヌルタ（「トゥクルティ・ニヌルタの港」の意）とよばれる都市も建設した。これは野心的な王の構想を実現するためには既にアッシュル市が手狭であったためかもしれない。ただし、この新都市はかつては新たな首都として建設されたという見解もあったが、現在ではそれは受け入れられていない。トゥクルティ・ニヌルタ1世はバビロンを征服し、戦利品として多数の書記たちや粘土板をアッシュルに持ち帰り、これらの写本がアッシュルの文書庫を埋めた。アッシリア領土をさらに大きく拡大したティグラト・ピレセル1世（トゥクルティ・アピル・エシャラ1世、在位：前1115年-前1075年）の治世の後には王国は縮小に転じたが、遠隔地を喪失したとしても中枢部の領土は保持されていた。この頃のアッシュルはたとえ繁栄していたとは言えなくても安定を保っていた。

### 新アッシリア時代

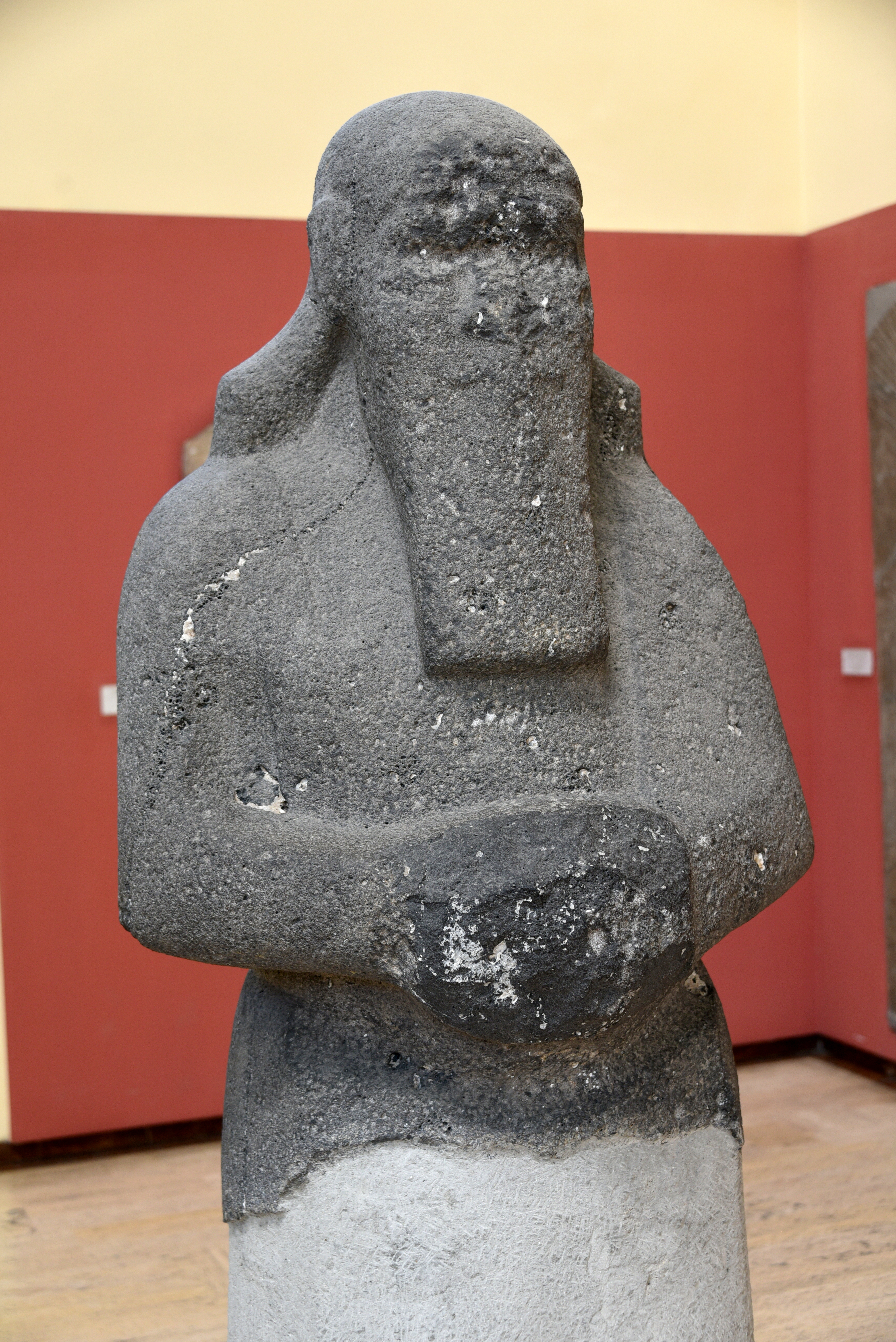
シャルマネセル3世の未完成の像（前858年-前824年）。玄武岩製。アッシュル出土。イスタンブル、古代オリエント博物館収蔵。

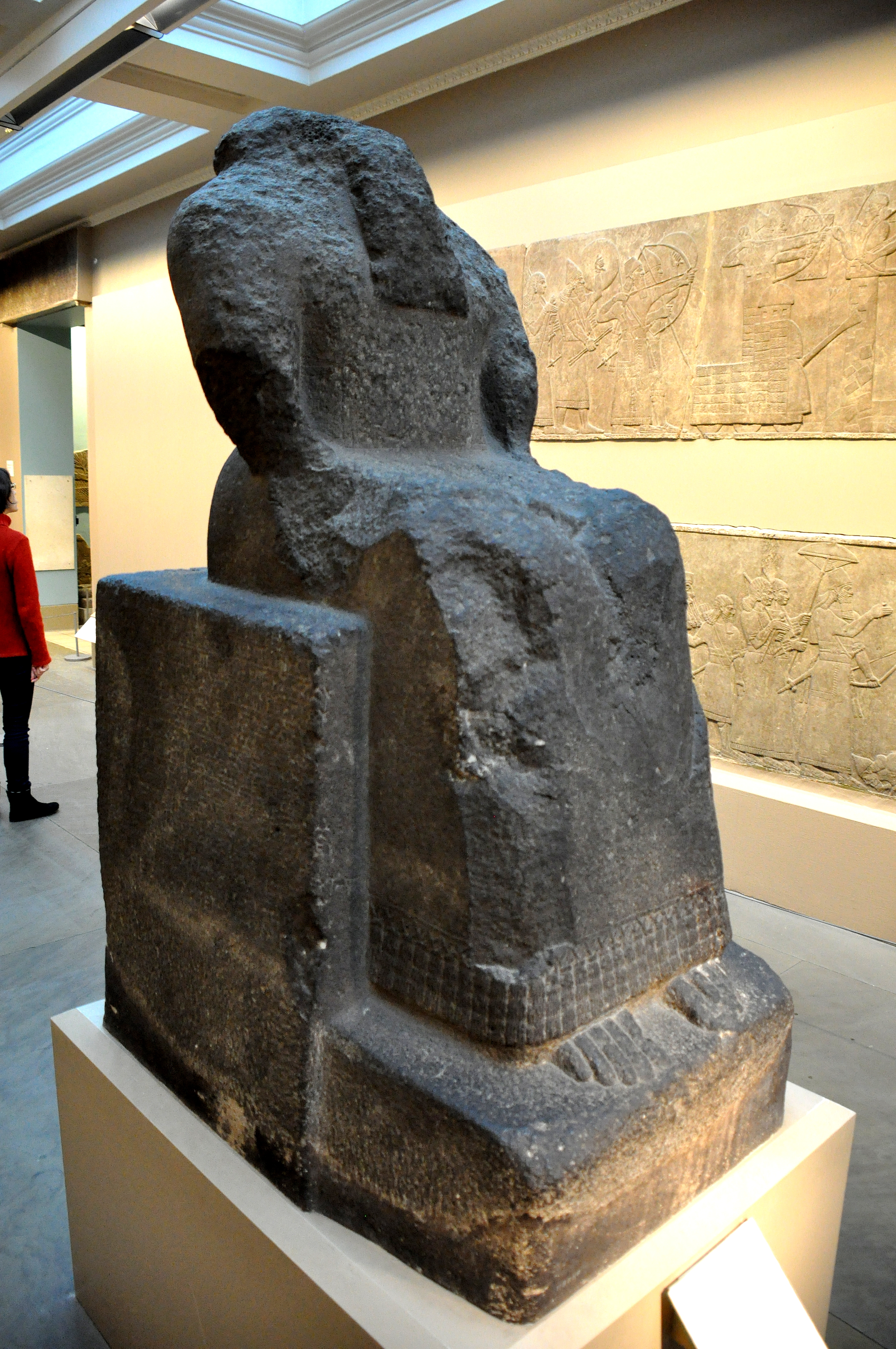
キドゥドゥ神（Kidudu）の像。アッシュル市の城壁の守護霊。前835年頃。アッシュル出土。ロンドン、大英博物館収蔵。

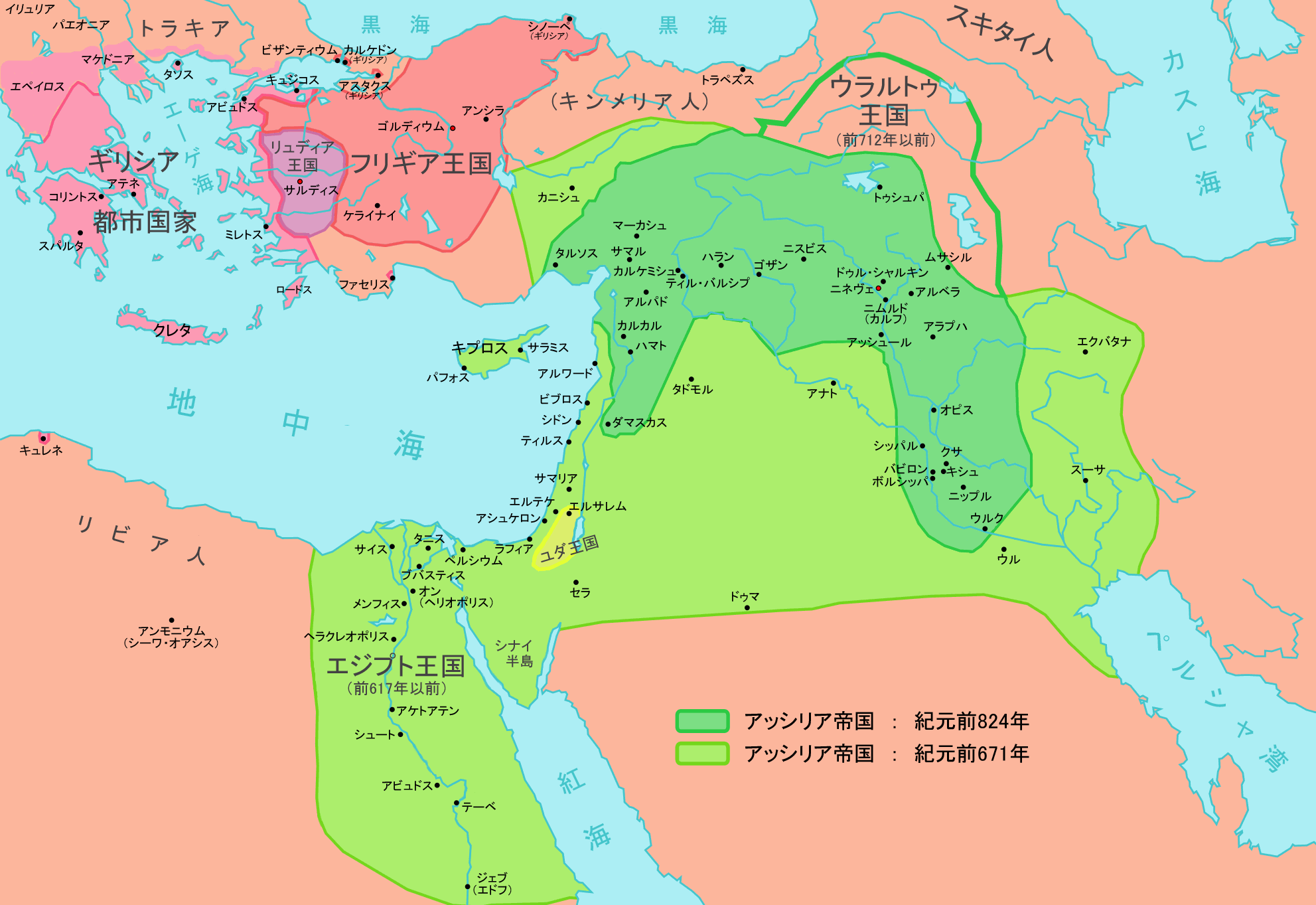
アッシリアの地図。

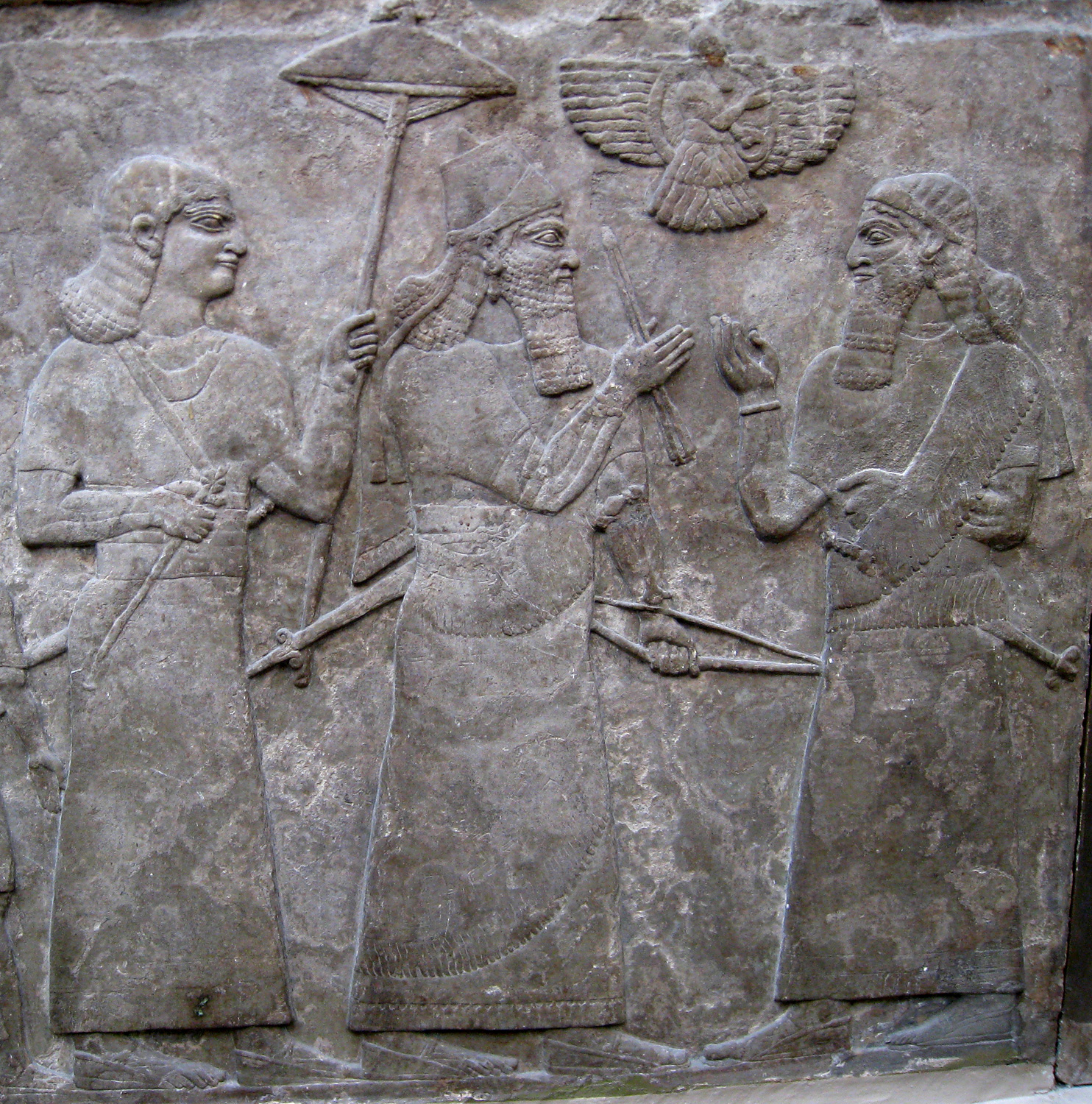
アッシュルナツィルパルと官吏。

新アッシリア帝国（前912年-前605年）とも呼ばれるアッシリアの極勢期における王の住居は、他のアッシリアの都市へと遷された。アッシュル・ナツィルパル2世（アッシュル・ナツィル・アプリ2世、在位：前884年-前859年）は、一連の軍事遠征の成功に続き、首都をアッシュル市からカルフ（Kalhu/Calah、ニムルド）に移転した。そして巨大なラマス像や、王宮と戦争を描いた浅浮彫（low-relief）からなる偉大な作品群を制作した。サルゴン2世（シャルキン2世、在位：前722年-前705年）の治世とともに新たな首都が立ち上がった。ドゥル・シャルキン（「サルゴンの要塞」の意）がそれであり、アッシュル・ナツィルパル2世の首都ニムルドを凌駕する規模で設計された。しかし、彼が戦死すると、息子で後継者のセンナケリブ（シン・アヘ・エリバ、在位：前705年-前682年）はドゥル・シャルキンを放棄し、ニネヴェを彼の王宮として拡張することを選択した。それでも、アッシュル市は帝国の宗教的中心であり続け、国家神アッシュルの神殿の存在故に、帝国の聖なる王冠として尊敬を受け続けた。センナケリブの治世中に、アキトゥ（Akitu、「新年の家」）が建設され、新年祭がこの都市で祝われた。多くの王たちがアッシュルの「古い宮殿」に埋葬されたが、サルゴン2世の妻アタリヤ（Ataliya）のような幾人かの王妃は他の首都に埋葬された。
アッシュル市は前612年にメディア人とバビロニア人（新バビロニア）の連合軍によって占領された際に略奪され大きく破壊された。

### アケメネス朝時代
新バビロニア帝国からアケメネス朝（ハカーマニシュ朝）時代に至る一連の戦争で、アッシュルを含むアッシリアの主要都市が破壊されたが、全てのアッシリア人が全滅させられたような事態が発生していないことは明らかである。新バビロニア時代の経済文書の多くに、（主に人名に含まれる神の名によって）アッシリア人であることが判別できる人々が登場し、その総数は100名を超える。メディア人がペルシア人に古代イランにおける支配的な地位を奪われた後、アッシリアはアケメネス朝ペルシア帝国に征服され、前549年から前330年まで支配された。
アッシリア帝国崩壊後のアッシリアの政治的地位がどのようなものであったのかほとんどわかっていないが、アッシュルでは（他のいくつもの都市と同じように）古い神々への崇拝は生き続けた。旧アッシリア帝国領は西部を新バビロニア、中心部及び東部をメディアに分割され、その後新バビロニアに支配されていた地域はアケメネス朝の下でアスラ―と呼ばれるサトラペイア（属州、総督領）を形成した。この名称は帝国アラム語でアッシリアを指す「Athur」から来ている。メディアに支配されたアッシリアの中枢部はマーダ（メディア）のサトラペイアにそのまま組み込まれていた。
マーダ（メディア）とアスラ―（アッシリア）に分かれていたアッシリア人たちはそれぞれに軍務や建築普請に参加したが、興味深いことに宮殿の装飾作業はマーダのアッシリア人が、レバノン杉の木材の供給はアスラーのアッシリア人がそれぞれ担当していた。高位につくアッシリア人もおり、アケメネス朝の王クル2世（キュロス2世）の王子カンビュセスの秘書（secretary）はパン・アッシュル・ルムル（Pan-Ashur-lumur）という名のアッシリア人であった。

### パルティア時代

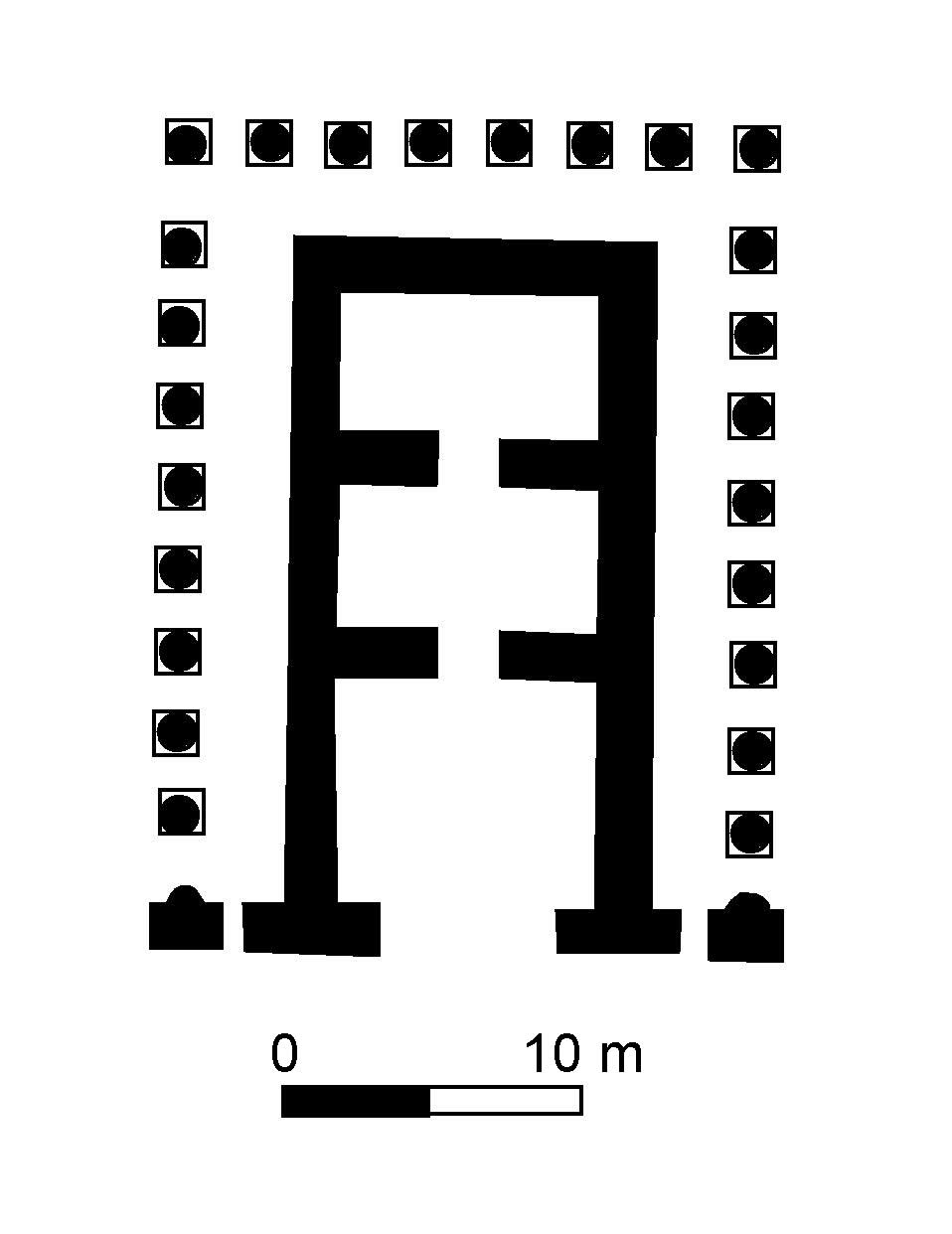
アッシュルにあるパルティアの神殿

アッシュル市はパルティア時代、特に前150年から後270年にかけて復活し、再定住が行われてパルティアが支配するアスーレスターンの中心地となっていった。アッシリア学者シモ・パルポラとパトリシア・クローンはアッシュル市がこの時代に完全に独立していた可能性を示唆している。Beth Garmai、Beth Nuhadra、そしてアディアベネのような他の政治体もまた、パルティアのアッシリアに対する支配が緩く断続的であったことによって繁栄した。
パルティア時代のアッシュルは重要な行政センターであり、旧市街の北に新たな行政建造物群が建設され、南に宮殿が建てられた。この宮殿は1世紀頃に建設されたもので、方形の中庭に向けて4つのイーワーンを開口させる後世のペルシア建築における四イーワーン形式のプロトタイプとも見ることができる平面プランを持っており、また数少ないパルティア建築の重要な遺構でもある。また、アッシリアの国家神アッシュルに捧げられていた古い神殿は他のアッシリアの神々の神殿と同じように西暦2世紀に修復された。アッシュルの遺構で発見されたアッシリアの東アラム語（シリア語）の碑文によって、アッシリアが独自のシリア語文書を持つことが明らかになるとともに、パルティア時代の都市の情報がもたらされた。パルティア後のシリア語文書は、文法および構文においてエデッサとオスロエネ州の各地から見つかっている文書と同一であった。
ドイツの考古学者クラウス・ベイヤー（Klaus Beyer）はアッシュル、ドゥラ・エウロポス、ハトラ、ガッダラ、ティクリート、そしてトゥル・アブディンを含むメソポタミアの都市と町から発見された600以上の碑文を公刊している。パルティア時代にキリスト教がアッシリア人全体に広まり始めたとしても、アッシュル、ネルガル、シン、イシュタル、そしてシャマシュといった神々への呼びかけを含む碑文によって証明されるように、元来のアッシリア文化と「宗教」はしばらくの間生き残っていた。このことは同様に、次のようなアッシリアの神々を指す構成要素を持つ名前の市民への言及によっても証明される。
- アッシュル・ヘル（Assur-ḥēl：アッシュル（は）我が力）
- アッシュル・エマル（Assur-emar：アッシュルはお命じになった）
- アッシュル・ンタン（Assur-ntan：アッシュルは（息子を）与えて下さった）
- アッシュル・シュマ（Assur-šma：アッシュルはお聞きくださった。）

このようなアッシュル神を始めとしたアッシリアの神々の名を負った人名は、その後サーサーン朝（226年-651年）時代までアラム語とギリシア語の文書に登場し続け、その文化的継続性を証明している。ただし、かつてのアッシリア人の人名はアッシリア語（アッカド語）によるものであったが、この時代の人名は神名以外はアラム語であり、もはや彼らがアッシリア語を日常の言語としていないことを証明している。ほかにシェルア（Sherua）、イシュタル、ナナヤ（Nanaya）、ナブー、ネルガルといった神々は、アッシュル市において3世紀初頭まで崇拝され続けていた。
ローマ人の歴史家フェストゥスは、トラヤヌスが116年にエウフラテス（ユーフラテス）東方の征服によって、メソポタミアとアッシリアという新たなローマの属州を作ったことを、370年頃に記述している。このうちアッシリア属州の実在はクリス・S・ライトフット（Chris S. Lightfoot）とファーガス・ミラーによって疑問視されている。いずれにせよ、属州が建設されたと見受けられる時点から僅か2年後、トラヤヌスの後継者ハドリアヌスはトラヤヌスがパルティアから奪った東方の征服地を返還し、平和と友好の中で過ごすことを望んだ。
後にルキウス・ウェルスとセプティミウス・セウェルスの下でローマがメソポタミアに侵攻し、彼らはローマの属州としてメソポタミア属州とオスロエネを設置した。

### 居住地の放棄まで
サーサーン朝のシャープール1世（在位：241-272）はオスロエネ、アディアベネ、Beth Nuhadra、Beth Garmaを占領し略奪した後、257年にアッシュル市でも同じことを行い、これらの地をサーサーン朝に組み込んだ。
シャープール1世による破壊の後もアッシュルには人が住んでいた。イスラーム期にはまだ居住の継続が確認されており、12世紀から13世紀にかけてザンギー朝、イルハン朝がこの地を支配した。しかし、もはや往時の重要性を回復することはなく、14世紀頃定住地としては放棄された。遺跡はその後も時折ベドウィンたちがテントを張り、また1970年代頃まで、その一部が墓地として利用されていた。

## アッシュル遺跡への脅威
アッシュルの遺跡は2003年にUNESCOの危機遺産に追加された。この時、アッシュル遺跡は予想される大規模ダム計画によって脅かされていた。この計画が実現すればアッシュル遺跡は水没していたであろう。このダム計画は2003年のイラク侵攻直後に保留となった。アッシュル遺跡周辺の領域は、2015年にイスラーム国（ISIL）によって占領された。ハトラやコルサバド、そしてニムルドを含む、ISILによる多くの古代アッシリアの遺跡の破壊のため、アッシュル遺跡も破壊されるのではないかという懸念が高まった。いくつかの情報源によれば、アッシュルの城塞は2015年5月、ISILのメンバーによる即席爆発装置の使用で破壊されたか酷く損傷した。イラク軍がこの地域を再占領した2016年12月から行われたAP通信のレポートでは、ISILはこの都市の巨大なアーチ門を破壊しようとしたが、これはまだ建ったまま残っており、現地の歴史家は損傷は「軽微（minor）」であると語ったと報じられている。
2017年2月現在、ISILはもはやこの遺跡を支配してはいないが、考古学の専門家が評価を行うのに十分な安全は確保されていない 。

## 世界遺産
アッシュル遺跡は2002年10月18日に推薦され、緊急登録案件として、翌年の第27回世界遺産委員会で審議された。2003年7月2日、アッシュル遺跡はイラクの2件目の世界遺産に登録され、登録と同時に危機遺産リストにも記載された。危機遺産リストに含まれた理由は上述の通り、数十キロメートル離れた場所でのダム建設計画で、遺跡が浸水してしまう危険性があることによる。2019年時点では、ダム建設は中断されている。

### 登録基準
この世界遺産は世界遺産登録基準のうち、以下の条件を満たし、登録された（以下の基準は世界遺産センター公表の登録基準からの翻訳、引用である）。
- (3) 現存するまたは消滅した文化的伝統または文明の、唯一のまたは少なくとも稀な証拠。
- (4) 人類の歴史上重要な時代を例証する建築様式、建築物群、技術の集積または景観の優れた例。